# Lüerdissen
Lüerdissen er en kommune i den østlige del af Landkreis Holzminden i den tyske delstat Niedersachsen, med 416 indbyggere (2012), og er en del af amtet Eschershausen-Stadtoldendorf.

## Geografi
En del af kommunen ligger i bjergområdet Ith, der er det længste klippestrøg i Nordtyskland. Her ligger den 30 m høje Lüerdisser Klippe, der er det mest begsøgte klatreområde i Niedersachsen.